# Жалиборівська сільська рада
| Жалибо́рівська сільська рада — орган місцевого самоврядування у Галицькому районі Івано-Франківської області з адміністративним центром у с. Жалибори. Утворена 9 липня 1991 року. Водоймища на території, підпорядкованій даній раді: річка Уїздівський потік. Сільській раді підпорядковані населені пункти: - с. Жалибори |

## Склад ради
Рада складається з 12 депутатів та голови.

### Керівний склад ради
| ПІБ                         | Основні відомості                                                                       | Дата обрання | Дата звільнення |
| --------------------------- | --------------------------------------------------------------------------------------- | ------------ | --------------- |
| Щепанська Марія Ярославівна | Сільський голова, 1966 року народження, освіта, член Конгресу Українських Націоналістів | 26.03.2006   | 31.10.2010      |

Примітка: таблиця складена за даними джерела